# Проспект Ивана Яковлева

Бюст И. Я. Яковлева на проспекте его имени

Проспе́кт Ива́на Я́ковлева — самая длинная улица Ленинского района города Чебоксары Чувашской Республики. Одна из главных его автомагистралей, по которой проходит путь всех гостей столицы Чувашии из аэропорта до железнодорожного вокзала и далее, через проспект Ленина, в центр города к площади Республики и Красной площади, а также к речному порту на Волге. Проспект получил своё название в 1984 году (по другим данным — в 1985 году); ранее был частью Канашского шоссе.
Начинается вблизи пригородного автобусного и железнодорожного вокзалов в центре города и является ключевой транспортной магистралью, направленной на юг, на протяжении 5 км. Далее улица переходит в Канашское шоссе и через 3 км вливается в федеральную автомобильную дорогу М7 «Волга». В 2008 году в сквере на пересечении двух проспектов — Ивана Яковлева и 9-й Пятилетки — был установлен памятник просветителю чувашского народа И. Я. Яковлеву. На проспекте расположено единственное в Чувашской Республике научное учреждение системы Российской академии наук — Чебоксарский ботанический сад.

## Название
Проспект получил своё название в честь чувашского просветителя И. Я. Яковлева (ранее часть Канашского шоссе). Продолжателями его дела являются современные газеты и журналы на чувашском языке, многие редакции которых расположены на этом проспекте, например Хыпар /Вести/, «Тӑван Атӑл» /Родная Волга/, «Капкӑн» /Капкан/, «Тантăш» /Ровесник/ и другие.

## Памятники

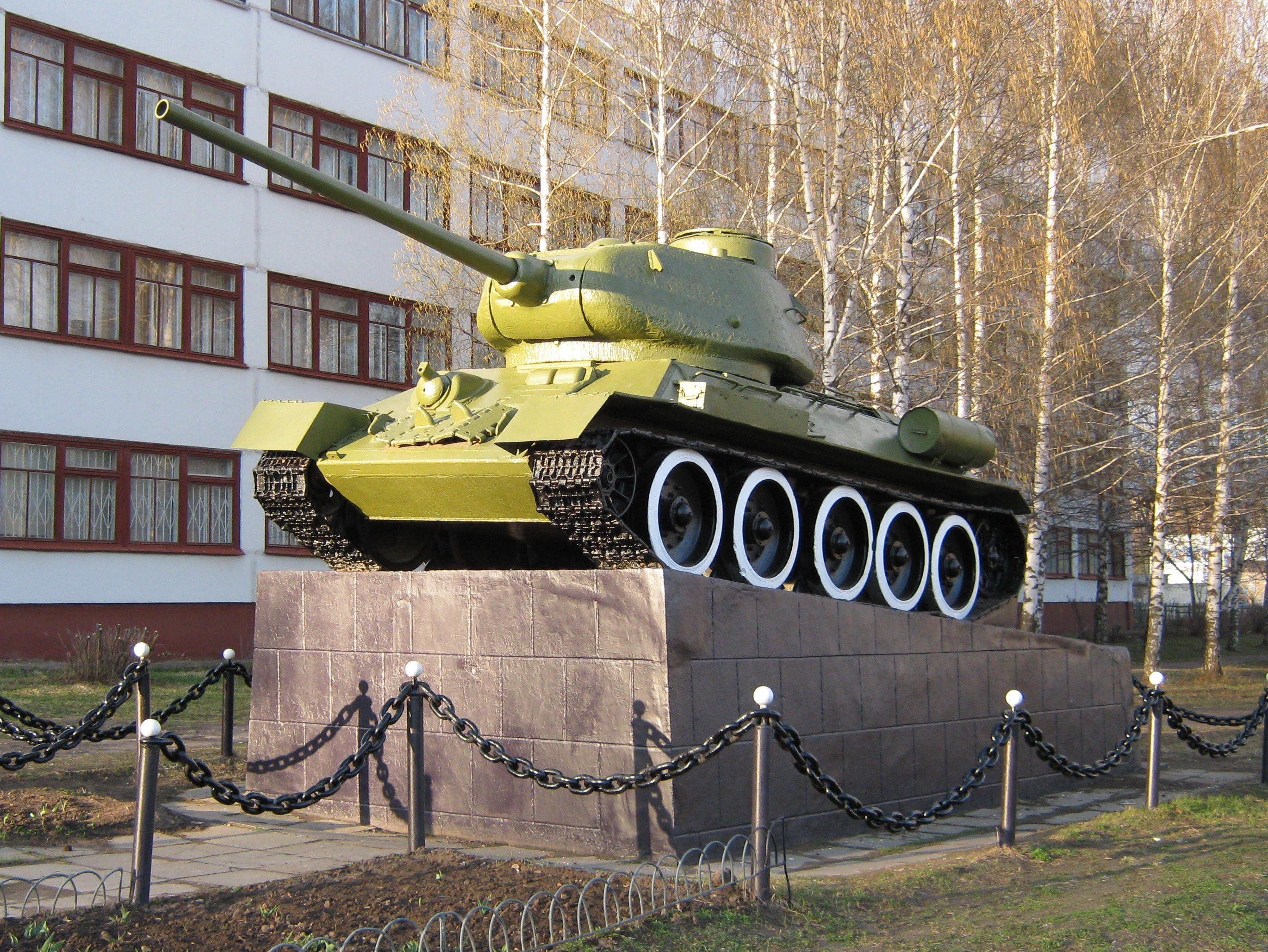
Постамент «Т-34» на перекрёстке с Кукшумской улицей, у ПТУ № 19

Круговой перекрёсток на пересечении с проспектом 9-й Пятилетки

Под путепроводом железной дороги в районе вокзала

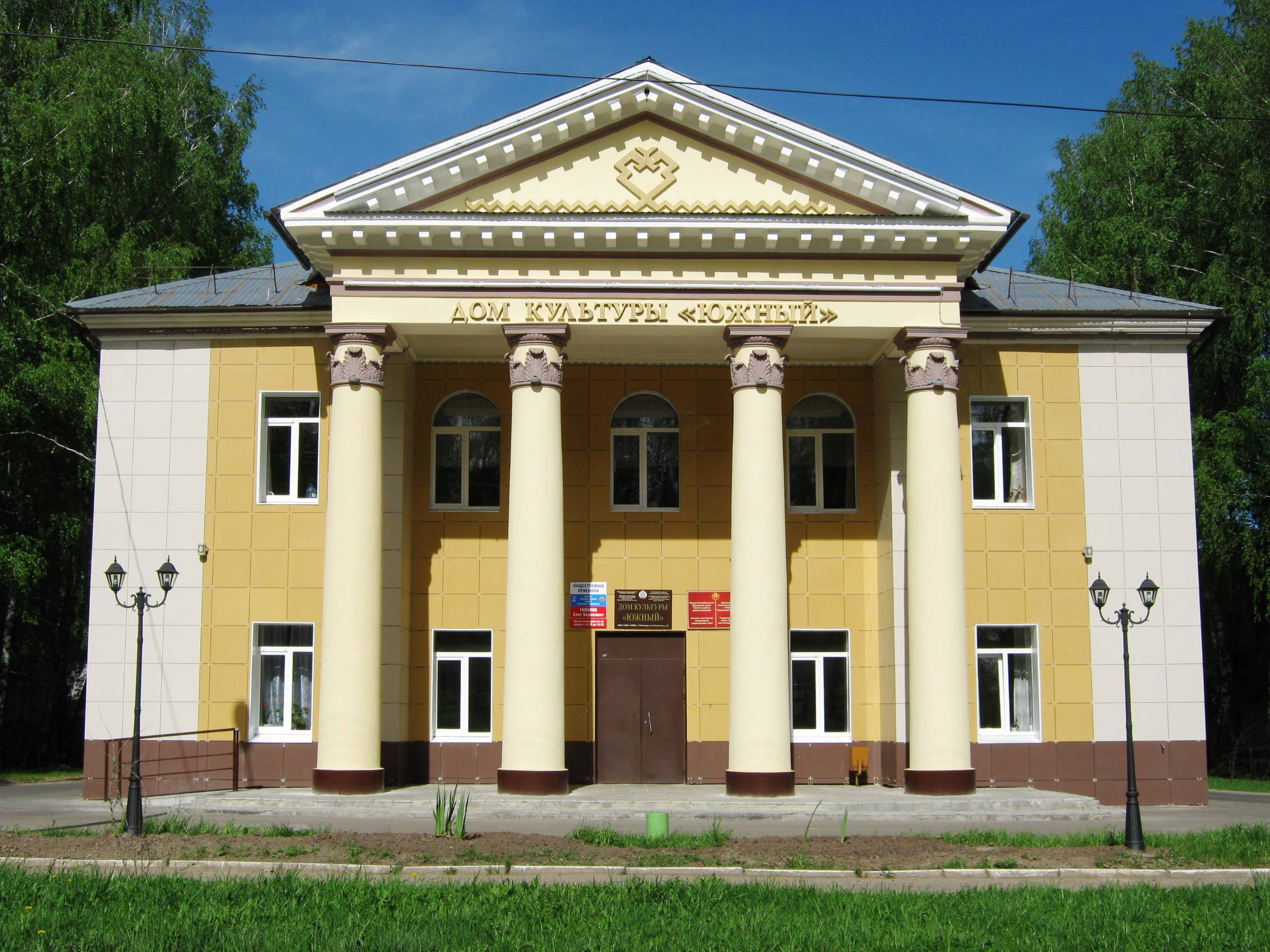
Дом культуры «Южный»

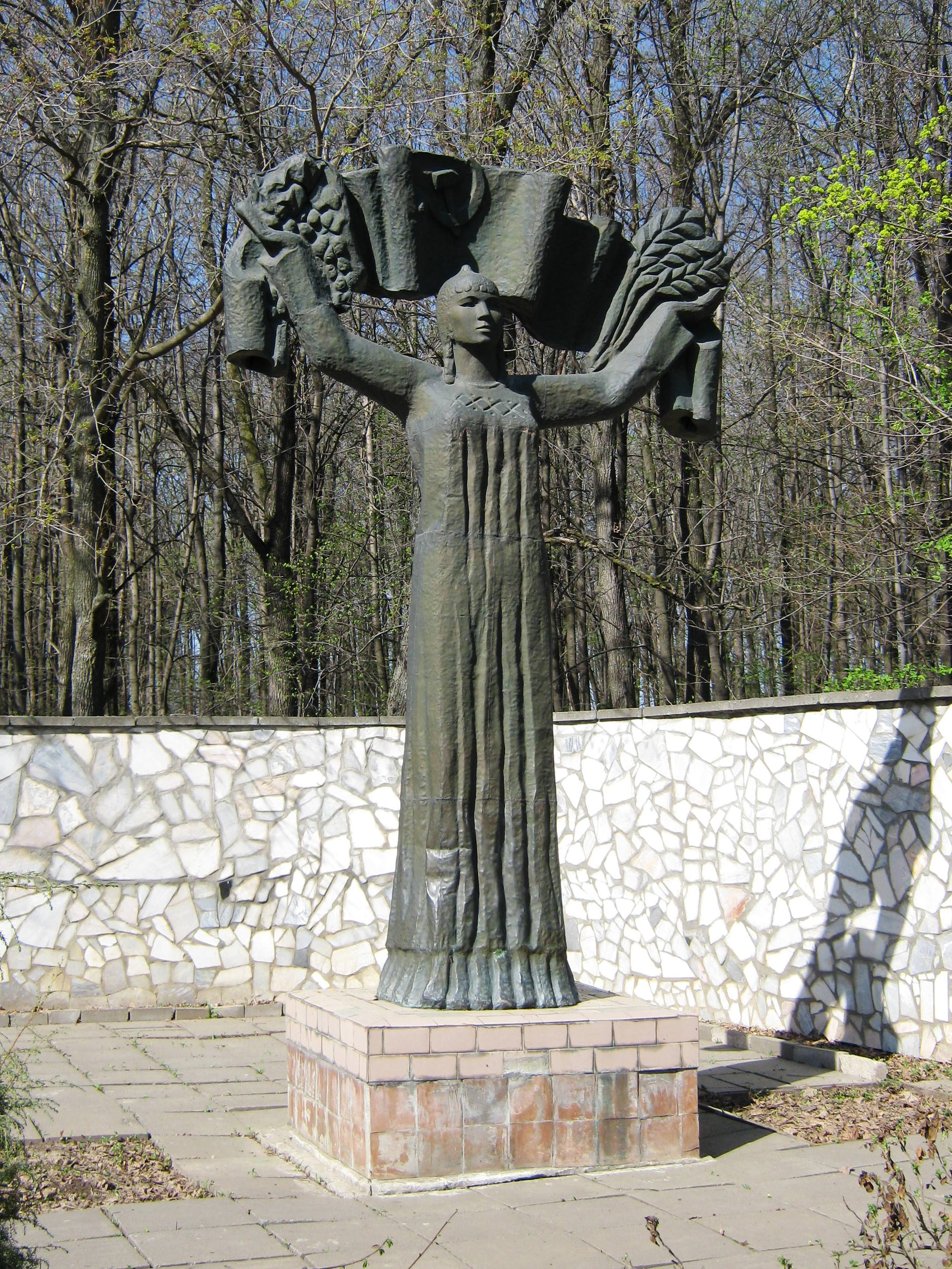
Скульптура «Флора Чувашии» при входе в ботанический сад

- Скульптура «Флора Чувашии». Установлена в 1991 году у входа в ботанический сад[12].
- Бюст И. Я. Яковлева. Установлен в 2008 году на пересечении двух проспектов — Ивана Яковлева и 9-й Пятилетки. Авторы памятника О. Ксенофонтов и В. Зотиков[5].
- Постамент «Танк Т-34» (памятный знак труженикам тыла в годы войны). Установлен 9 мая 1986 года у ПТУ № 19 (ныне — второй корпус Чебоксарского электромеханического колледжа)[13].
- Памятный знак в честь 525-летия города Чебоксары, на пересечении с проспектом 9-й Пятилетки.
- Памятник Николе Тесле. Установлен в 2015 году у входа во ВНИИР[14].

## Здания и сооружения
- № 1 — ЗЭиМ[15]
- № 3 — Электроприбор[16]
- № 4 — ВНИИР (Всероссийский научно-исследовательский, проектно-конструкторский и технологический институт релестроения с опытным производством — ОАО «ВНИИР»)
- № 4А — Гранд-Сити[17]
- № 4Б — МТВ-Центр[18]
- № 4-4 — ЧувашЭнерго[19]
- № 5 — ЧЭАЗ[20]
- № 12а — Чувашкино
- № 13 — Дом печати[21], редакции газет «Советская Чувашия», «Вести Чувашии», «Хыпар» /Вести/, «Московский комсомолец» в Чебоксарах, газета «Вестник недели», «Самраксен хасачe» /Молодёжная газета/, «Пенсионная среда», «Правительственный вестник», журналов «ЛИК» («Литература, искусство, культура»), «Тӑван Атӑл» /Родная Волга/, «Капкӑн» /Капкан/, «Тантăш» /Ровесник/; Союз журналистов Чувашии; Чувашское книжное издательство.
- № 17 — Второй корпус Чебоксарского электромеханического колледжа (бывшее ПТУ № 19)[22][23].
- № 20 — Третий корпус Чебоксарского электромеханического колледжа (бывшее ПТУ № 19)[24].
- № 25 — Волготрансгаз[25].
- № 31 — Чебоксарский ботанический сад — Чебоксарский филиал Главного ботанического сада имени Н. В. Цицина Российской академии наук[26][27].
- № 37 — ЧПАТП[28].

## Проезд. Транспорт
- Автобус № 15, 32/101, 35, 45, 46.
- Троллейбус № 1, 2, 6, 8, 9, 10, 14, 20.

## Смежные улицы
- Проспект Ленина
- Привокзальная улица
- Проспект Мира
- Улица Ленинского Комсомола
- Проспект 9-й Пятилетки
- Улица Ашмарина
- Канашское шоссе
- Федеральная автомобильная дорога М7 «Волга»